# Terrebasse
Terrebasse település Franciaországban, Haute-Garonne megyében. Lakosainak száma 139 fő (2022. január 1.). Terrebasse Francon, Alan, Bachas, Lescuns, Marignac-Laspeyres, Martres-Tolosane, Samouillan és Sana községekkel határos.

## Népesség
A település népessége az elmúlt években az alábbi módon változott:
| Lakosok száma | 165  | 116  | 111  | 128  | 141  | 140  | 137  | 138  | 139  | 139  |
|               | 1968 | 1982 | 1990 | 2006 | 2013 | 2015 | 2017 | 2019 | 2020 | 2022 |